# Alexandra Engen
Alexandra Catharina Engen (Sarpsborg, 5 januari 1988) is een Zweeds mountainbikester, die werd geboren in Noorwegen.  Ze vertegenwoordigde haar vaderland bij de Olympische Spelen van 2012 in Londen. Daar eindigde ze als zesde in de olympische mountainbikerace, op ruim twee minuten van winnares Julie Bresset uit Frankrijk.

## Erelijst

### Mountainbike
2005
- Zweeds kampioen (junioren)

2006
- Zweeds kampioen (junioren)
- Europees kampioenschap (junioren)

2007
- Zweeds kampioen

2008
- Zweeds kampioen

2009
- Europees kampioenschap (U23)

2010
- Europees kampioenschap (U23)

2012
- 3e in Gränichen
- 6e Olympische Spelen
- Bad Salzdetfurth